# La tenerezza
Pour plus de détails, voir Fiche technique et Distribution.
La tenerezza est un film italien réalisé par Gianni Amelio, sorti en 2017.
C'est l'adaptation du roman La Tentation d’être heureux  (La tentazione di essere felici) du romancier Lorenzo Marone paru en 2015.

## Fiche technique
- Titre français : La tenerezza
- Titre québécois : La Tendresse
- Réalisation : Gianni Amelio
- Scénario : Gianni Amelio et Alberto Taraglio d'après le roman de Lorenzo Marone
- Direction artistique : Giancarlo Basili
- Costumes : Maurizio Millenotti
- Photographie : Luca Bigazzi
- Montage : Simona Paggi
- Pays d'origine : Italie
- Format : Couleurs - 35 mm - 2,35:1
- Genre : drame
- Durée : 103 minutes
- Date de sortie :
  -  Italie : 24 avril 2017
  - Québec : 7 septembre 2018

## Distribution
- Renato Carpentieri : Lorenzo
- Giovanna Mezzogiorno : Elena
- Micaela Ramazzotti : Michela
- Elio Germano : Fabio
- Greta Scacchi : Aurora
- Maria Nazionale : Rossana
- Salvatore Cantalupo

## Distinction
- David di Donatello 2018 : Meilleur acteur pour Renato Carpentieri